# Campeonato Português de Hóquei em Patins de 1981–82
O Campeonato Português de Hóquei de Patins de 1981-82 foi a 41.ª edição do principal escalão da modalidade em Portugal.
Este foi o primeiro campeonato com as equipas a jogaram todas contra todas, sem divisão regional ou com fase de campeão.
Num campeonato disputado até ao fim, o Sporting CP conquistava o 6.º campeonato da sua história, ao ter vantagem na diferença de golos em relação ao SL Benfica, após os dois clubes terem acabado com o mesmo número de pontos e o mesmo resultado direto entre ambos (Benfica 4 - Sporting 8; Sporting 4 - Benfica 8).

## Estrutura da Competição
- 16 Equipas
- 30 jornadas divididas em duas voltas de 15 jornadas
- Campeão apura-se para a Taça dos Campeões Europeus (TCE)
- Vencedor da Taça apura-se para a Taça dos Clubes Vencedores de Taças (TCVT)
- Dois melhores classificados, fora da TCE e TCVT, apuram-se para a Taça CERS
- Três últimos despromovidos para a Segunda Divisão
- Pontuação: 3 pontos por vitória, 2 pontos por empate e 1 ponto por derrota

## Equipas participantes
| Equipa               | Localidade          |
| -------------------- | ------------------- |
| SL Benfica           | Lisboa              |
| Sporting CP          | Lisboa              |
| AD Valongo           | Valongo             |
| GD Sesimbra          | Sesimbra            |
| FC Porto             | Porto               |
| Belenenses           | Lisboa              |
| AD Sanjoanense       | São João da Madeira |
| Juventude de Viana   | Viana do Castelo    |
| UD Oliveirense       | Oliveira de Azeméis |
| Infante de Sagres    | Porto               |
| Alenquer e Benfica   | Alenquer            |
| AD Oeiras            | Oeiras              |
| ABC Braga            | Braga               |
| Académico do Porto   | Porto               |
| Sporting de Tomar    | Tomar               |
| Académica da Amadora | Amadora             |

## Classificação Final
| Pos | Equipa               | J  | V  | E | D  | GM  | GS  | Diff | Pts | Qualificação/Despromoção     |
| --- | -------------------- | -- | -- | - | -- | --- | --- | ---- | --- | ---------------------------- |
| 1   | Sporting CP          | 30 | 26 | 0 | 4  | 193 | 72  | +121 | 82  | Taça dos Campeões Europeus   |
| 2   | SL Benfica           | 30 | 26 | 0 | 4  | 185 | 96  | +89  | 82  | Taça dos Vencedores de Taças |
| 3   | FC Porto             | 30 | 19 | 4 | 7  | 174 | 130 | +44  | 72  | Taça dos Vencedores de Taças |
| 4   | Juventude de Viana   | 30 | 18 | 2 | 10 | 124 | 78  | +46  | 68  | Taça CERS                    |
| 5   | Belenenses           | 30 | 17 | 3 | 10 | 153 | 100 | +53  | 67  | Taça CERS                    |
| 6   | UD Oliveirense       | 30 | 17 | 2 | 11 | 131 | 112 | +19  | 66  |                              |
| 7   | Sporting de Tomar    | 30 | 16 | 3 | 11 | 128 | 105 | +23  | 65  |                              |
| 8   | AD Oeiras            | 30 | 16 | 2 | 12 | 132 | 125 | +7   | 64  |                              |
| 9   | AD Sanjoanense       | 30 | 13 | 4 | 13 | 125 | 137 | -12  | 60  |                              |
| 10  | GD Sesimbra          | 30 | 13 | 2 | 15 | 122 | 127 | -5   | 58  |                              |
| 11  | AD Valongo           | 30 | 11 | 3 | 16 | 101 | 122 | -21  | 55  |                              |
| 12  | Académica da Amadora | 30 | 10 | 3 | 17 | 118 | 143 | -25  | 53  |                              |
| 13  | Infante de Sagres    | 30 | 5  | 4 | 21 | 80  | 161 | -81  | 44  |                              |
| 14  | ABC Braga            | 30 | 6  | 2 | 22 | 79  | 149 | -70  | 43  | II Divisão                   |
| 15  | Académico do Porto   | 30 | 4  | 3 | 23 | 79  | 149 | -70  | 41  | II Divisão                   |
| 16  | Alenquer e Benfica   | 30 | 4  | 1 | 25 | 68  | 175 | -107 | 39  | II Divisão                   |

Fonte: 
| Campeão Nacional 1981/1982 |
| -------------------------- |
|                            |
| Sporting CP 6.° Título     |